# Carlos Borja (basquete)
Carlos Borja Morca (Guadalajara, 23 de maio de 1913 - Guadalajara, 25 de novembro de 1982) foi um basquetebolista mexicano que integrou a Seleção Mexicana na conquista da Medalha de Bronze nos XI Jogos Olímpicos de Verão em 1936 realizados em Berlim na Alemanha nazista.